# Lars-Arne Bölling
Lars-Arne Bölling (* 6. Oktober 1944 in Transtrand) ist ein ehemaliger schwedischer Skilangläufer.

## Werdegang
Bölling, der für den IFK Mora und den Orsa IF startete, gewann 1970 und 1972 den Wasalauf.  Im Jahr 1971 und 1974 wurde er dabei jeweils Dritter. Bei seiner einzigen Olympiateilnahme 1972 in Sapporo belegte er den siebten Platz über 50 km. Im folgenden Jahr gewann er den Marcialonga. Bei schwedische Meisterschaften siegte er einmal über 15 km (1970), zweimal über 30 km (1970, 1973) und zweimal über 50 km (1970, 1971). Zudem wurde er viermal Meister mit der Staffel von IFK Mora (1970–1973) und im Jahr 1974 mit der Staffel von Orsa IF.